# Biała (Trzcianka)
Biała (deutsch Behle) ist ein Dorf in der Woiwodschaft Großpolen in Polen und gehört als Schulzenamt zur Gemeinde Trzcianka. Es liegt 5 km östlich von deren Hauptort Trzcianka, 17 km nördlich von Czarnków und 76 km nördlich von Posen.
Biała hat etwa 1.000 Einwohner.
Das Herrenhaus Behle ist ein ruinöses Herrenhaus. 
In den 1920er-Jahren war Ludwig Polzin Kaplan in Biała (damals offiziell Behle).

## Einzelnachweise

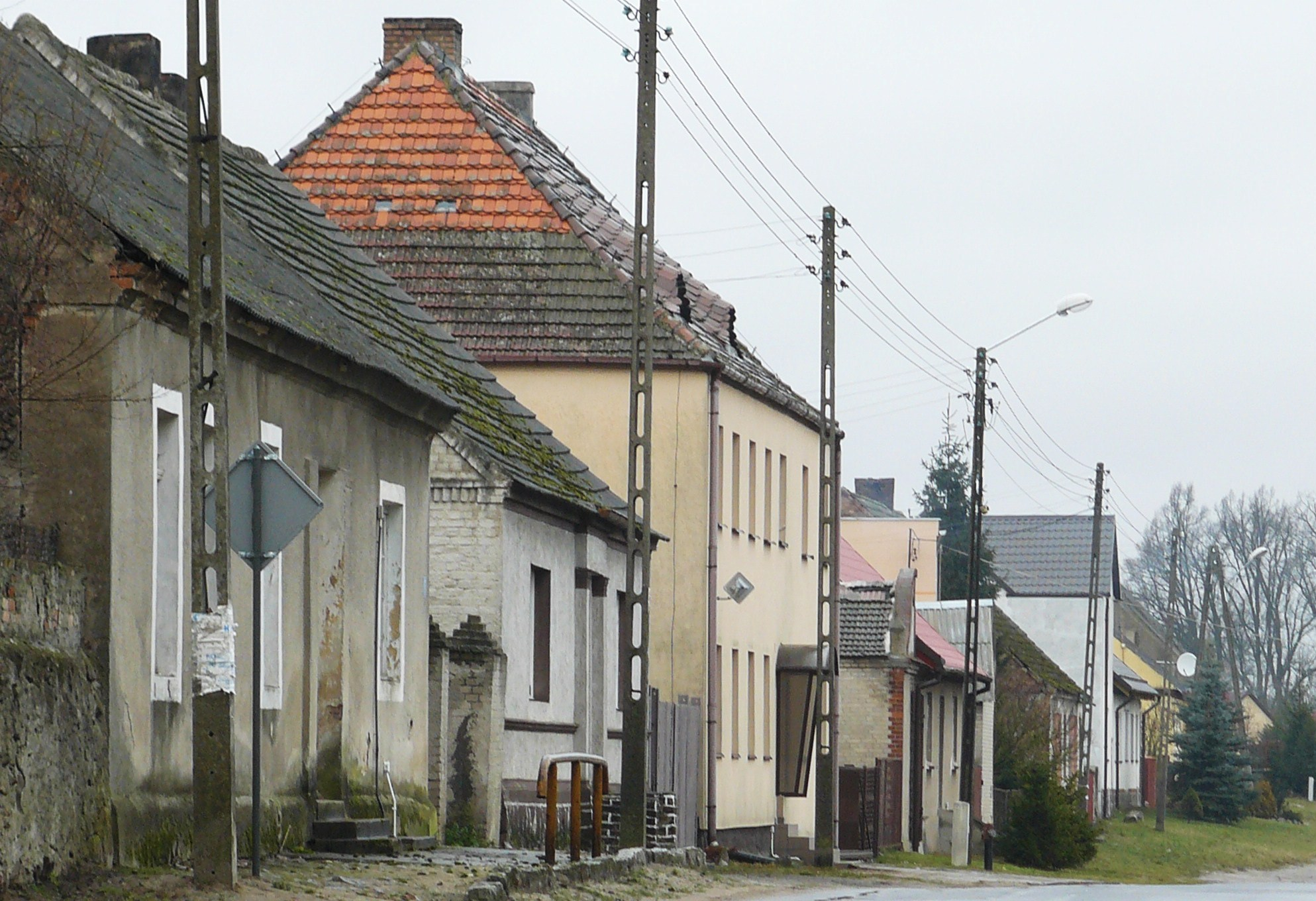
Straße in Biała